# 파출소
지구대(地區隊) 및 파출소(派出所)는 지방경찰서 관할의 동네에 있는 작은 경찰기관이다. 규모가 경찰서보다 작다.

## 나라별 파출소

### 대한민국
경찰서의 관할 지역 안에 있는 동(洞)마다 경찰관을 파견하여 경찰 업무를 일차적으로 처리하도록 만든 곳이다.
원래 지서 및 파출소로 분리되어 운영되던 것을 1995년 파출소로 단일화하였다가, 2004년 파출소보다 규모가 큰 지구대로 개편하였다. 2009년부터 서민 밀착형 치안 체제를 구축하고자 파출소를 부활하여, 지구대 및 파출소 체제로 현재까지 이어지고 있다.
현재 대한민국의 지방경찰서 산하의 경찰 조직은 지구대, 치안센터, 파출소가 존재한다. 
지구대하고 파출소는 국민의 생명과 안전, 질서 유지 등을 위해 112 신고처리, 방범 순찰 등의 업무를 담당하고 있다.
- 지구대 : 2004년 파출소 2~3개 정도를 묶어 통합한 조직이며 정원은 약 40~60명으로 구성된다.군으로 치면 소대~중대급 정도로, 순찰차도 일반 파출소보다 많은 2~4대 정도로 경찰 업무의 기동성을 갖추고 있다.[4] 2017년 현재 기준 총 516개 지구대가 존재한다.
- 치안센터 : 2004년 지구대로 통합하면서 남는 건물을 개조하여 만들어진 조직이고, 순찰을 강화를 위해서 만들어진 조직이다. 24시간 근무가 아닌 주간 근무 위주의 민원상담 전용 조직이다.
- 파출소 : 파출소는 지구대 등의 체제가 효율성이 떨어진다는 지적 받아 2009년 다시 부활한 조직으로, 정원은 약 20~30명 정도다. 군의 분대~반급 정도 규모이며, 2017년 현재 1,479개 파출소가 존재한다.

### 중국
중국에는 파출소의 명칭이 한국과 같다. 파출소가 설치되는 행정구역에는 현(縣), 현급시(縣級市), 시할구(市轄區)에 설치가 된다. 중국 공안국(公安局) 소속의 경찰관들이 근무를 한다. 한국의 파출소는 치안 업무를 담당하지만, 중국의 파출소는 치안 업무와 행정 업무를 담당한다.

## 같이 보기
- 119안전센터
- 경찰서